# Alconeura colimae
Alconeura colimae är en insektsart som beskrevs av Ruppel och Delong 1952. Alconeura colimae ingår i släktet Alconeura och familjen dvärgstritar. Inga underarter finns listade i Catalogue of Life.